# Eurydinota
Eurydinota is een geslacht van vliesvleugeligen uit de familie Pteromalidae. De wetenschappelijke naam van dit geslacht is voor het eerst geldig gepubliceerd in 1878 door Förster.

## Soorten
Het geslacht Eurydinota omvat de volgende soorten:
- Eurydinota kasparyani (Dzhanokmen, 1986)
- Eurydinota leptomera Förster, 1878